# Madagena restricta
Madagena restricta är en insektsart som först beskrevs av Melichar 1951.  Madagena restricta ingår i släktet Madagena och familjen dvärgstritar. Inga underarter finns listade i Catalogue of Life.